# Tenaris
Els tenaris (Thenaria) són un infraordre d'antozous hexacoral·lis de l'ordre de les Actiniaria.

## Famílies
Segons World Register of Marine Species:
- superfamília Acontiaria, Stephenson, 1935
  - família, Acontiophoridae Carlgren, 1938
  - família Actinodendronidae, Haddon, 1898
  - família Actinoscyphiidae, Stephenson, 1920
  - família Aiptasiidae, Carlgren, 1924
  - família Aiptasiomorphidae, Carlgren, 1949
  - família Bathyphelliidae, Carlgren, 1932
  - família Diadumenidae, Stephenson, 1920
  - família Discosomidae,
  - família Exocoelactiidae, Carlgren, 1925
  - família Haliplanellidae, Hand, 1956
  - família Hormathiidae, Carlgren, 1932
  - família Isophelliidae, Stephenson, 1935
  - família Metridiidae, Carlgren, 1893
  - família Nemanthidae, Carlgren, 1940
  - família Paractidae,
  - família Sagartiidae, Gosse, 1858
  - família Sagartiomorphidae, Carlgren, 1934
- superfamília Actinioidea, Rafinesque, 1815
  - família Aurelianidae, Andres, 1883
  - família Iosactiidae, Riemann-Zürneck, 1997
  - família Stoichactidae, Carlgren, 1900
- superfamília Endomyaria, Stephenson, 1921
  - família Actiniidae, Rafinesque, 1815
  - família Aliciidae, Duerden, 1895
  - família Condylanthidae, Stephenson, 1922
  - família Homostichanthidae,
  - família Liponematidae, Hertwig, 1882
  - família Minyadidae, Milne Edwards, 1857
  - família Phymanthidae, Andres, 1883
  - família Stichodactylidae, Andres, 1883
  - família Thalassianthidae, Milne Edwards, 1857
- supefamília Mesomyaria, Stephenson, 1921
  - família Actinostolidae, Carlgren, 1932
  - família Exocoelactinidae, Carlgren, 1925
  - família Isanthidae, Carlgren, 1938

## Imatges

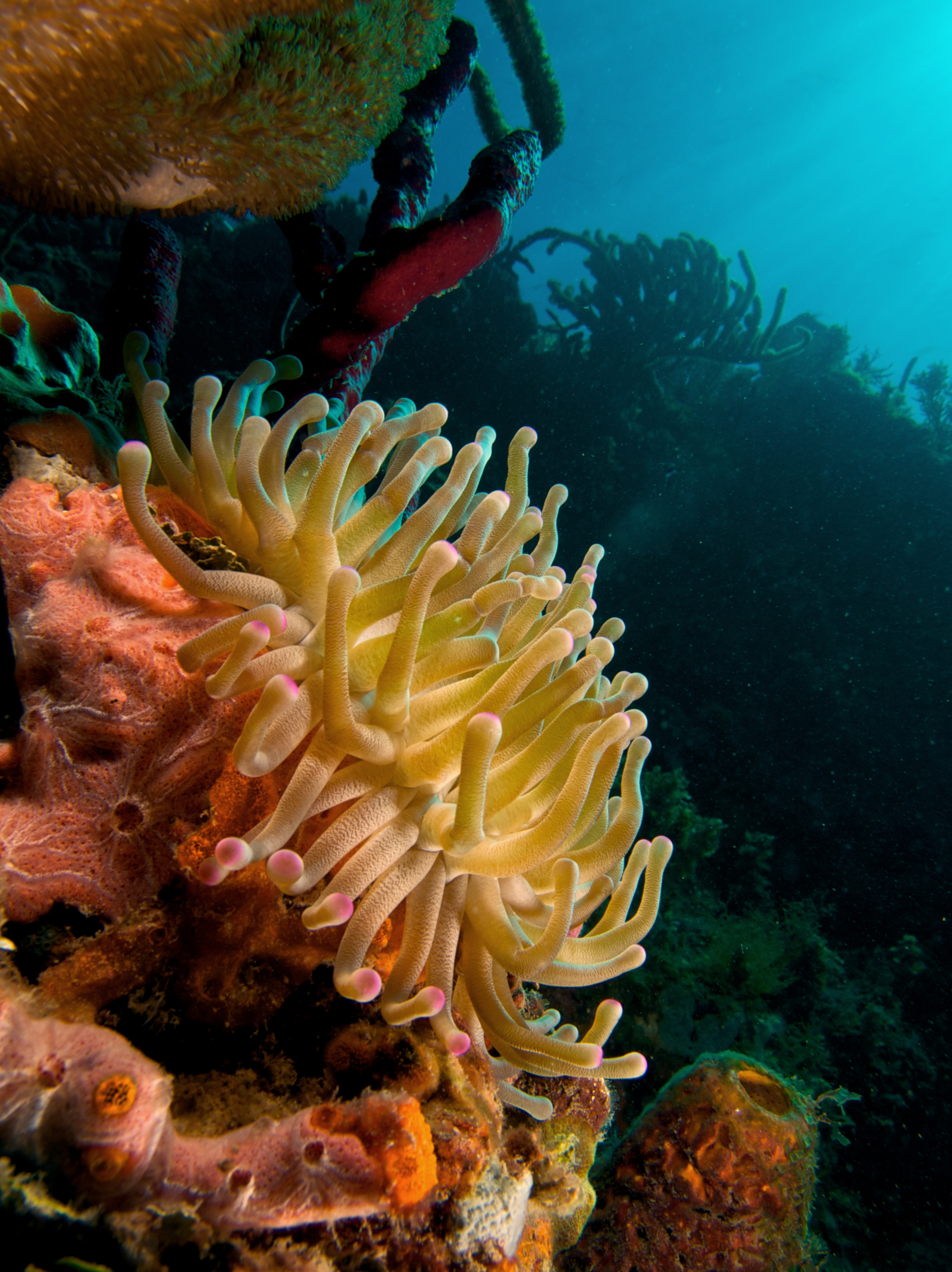
Condylactis gigantea, una Actiniidae
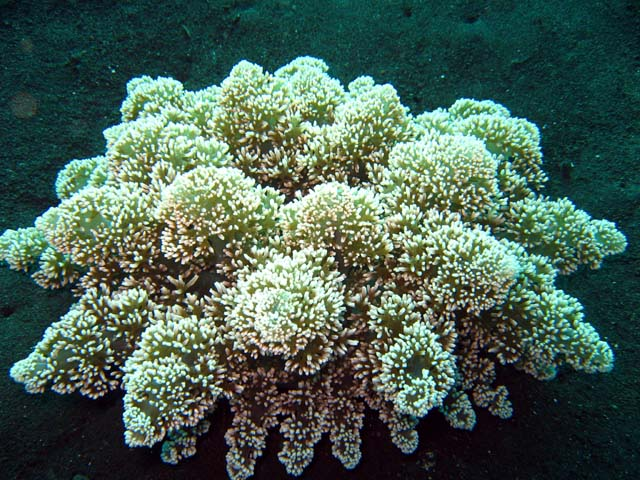
Actinodendron arboreum, una Actinodendronidae
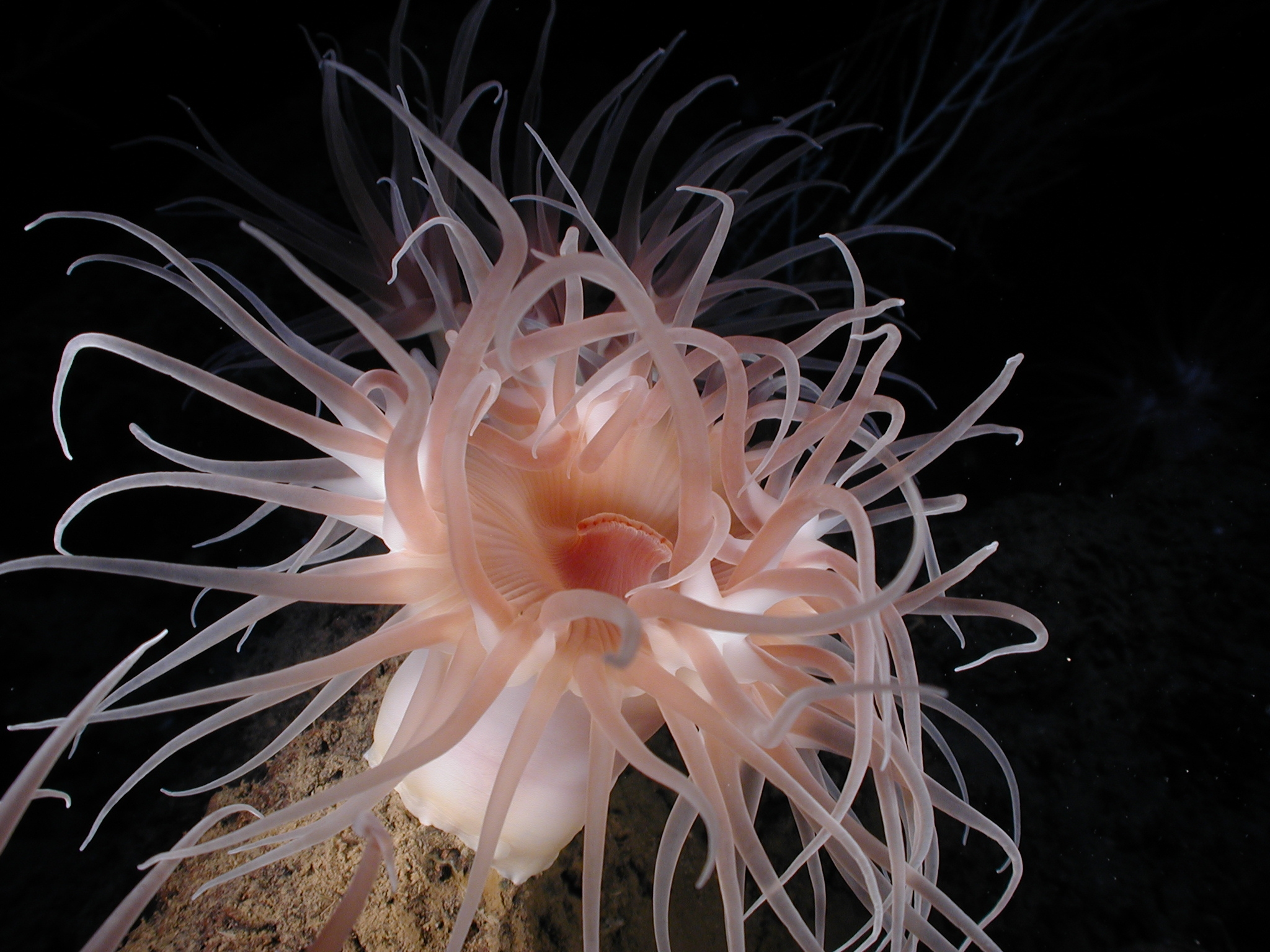
Actinostola sp., una Actinostolidae
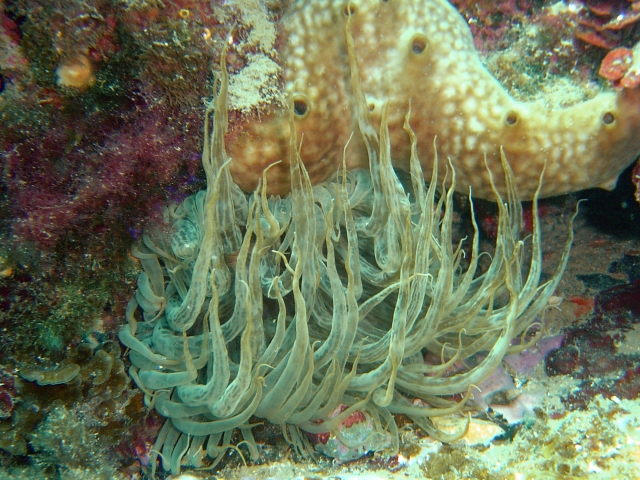
Aiptasia mutabilis, una Aiptasiidae
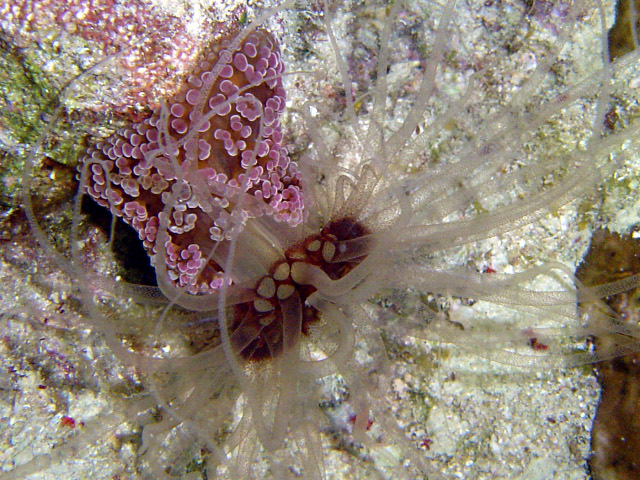
Alicia pretiosa, una Aliciidae
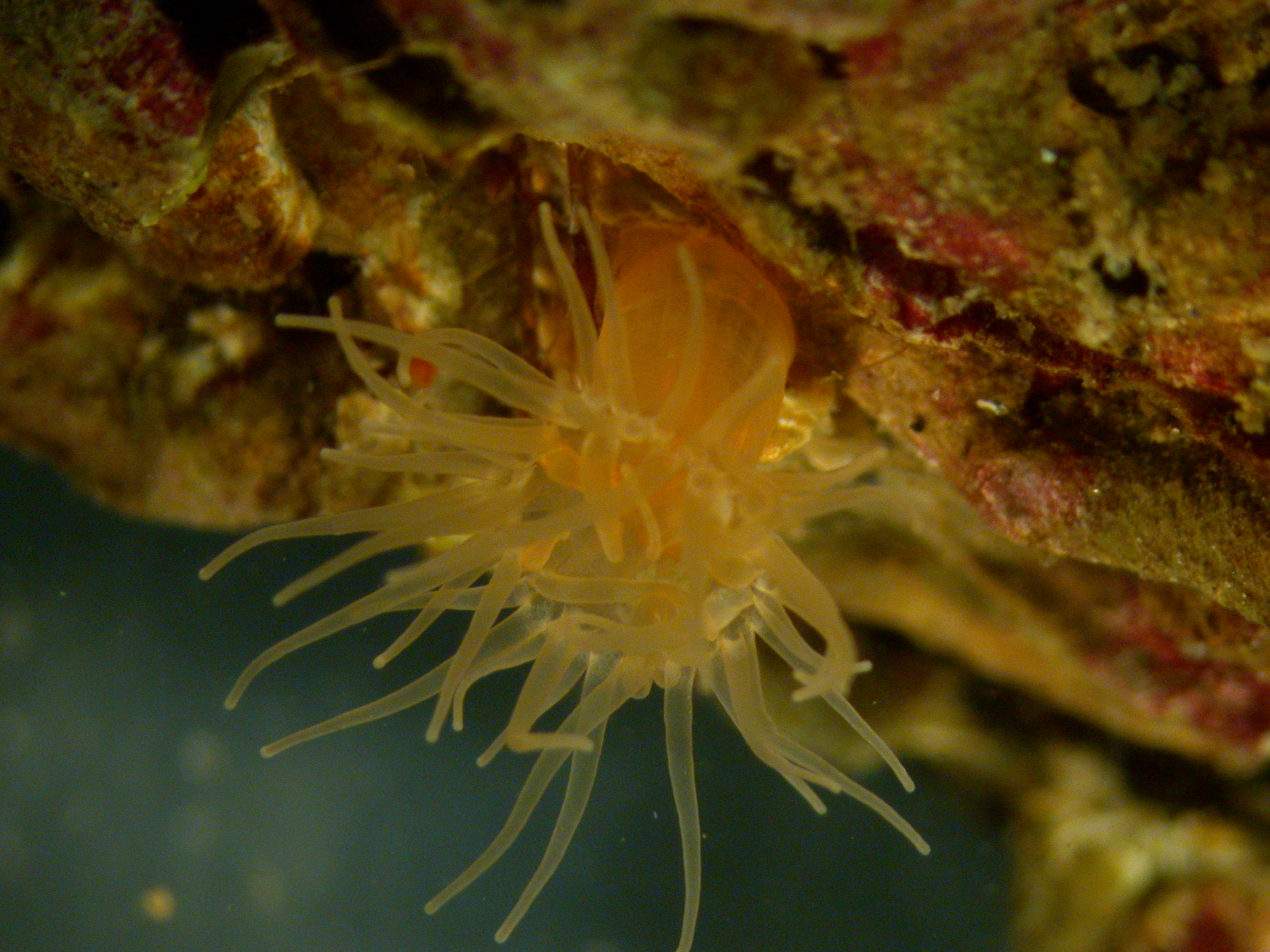
Diadumene cincta, una Diadumenidae
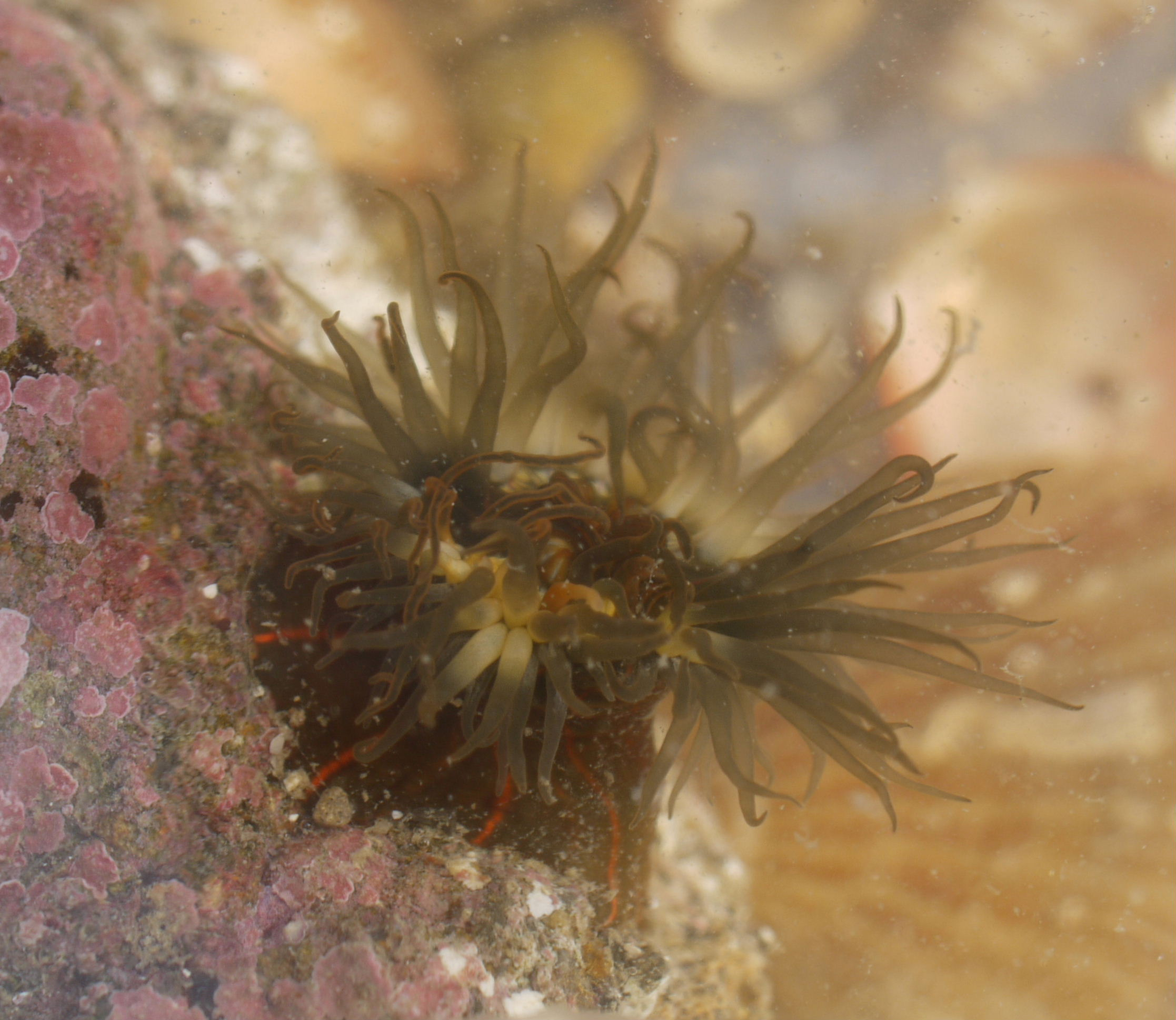
Haliplanella lineata, una Haliplanellidae
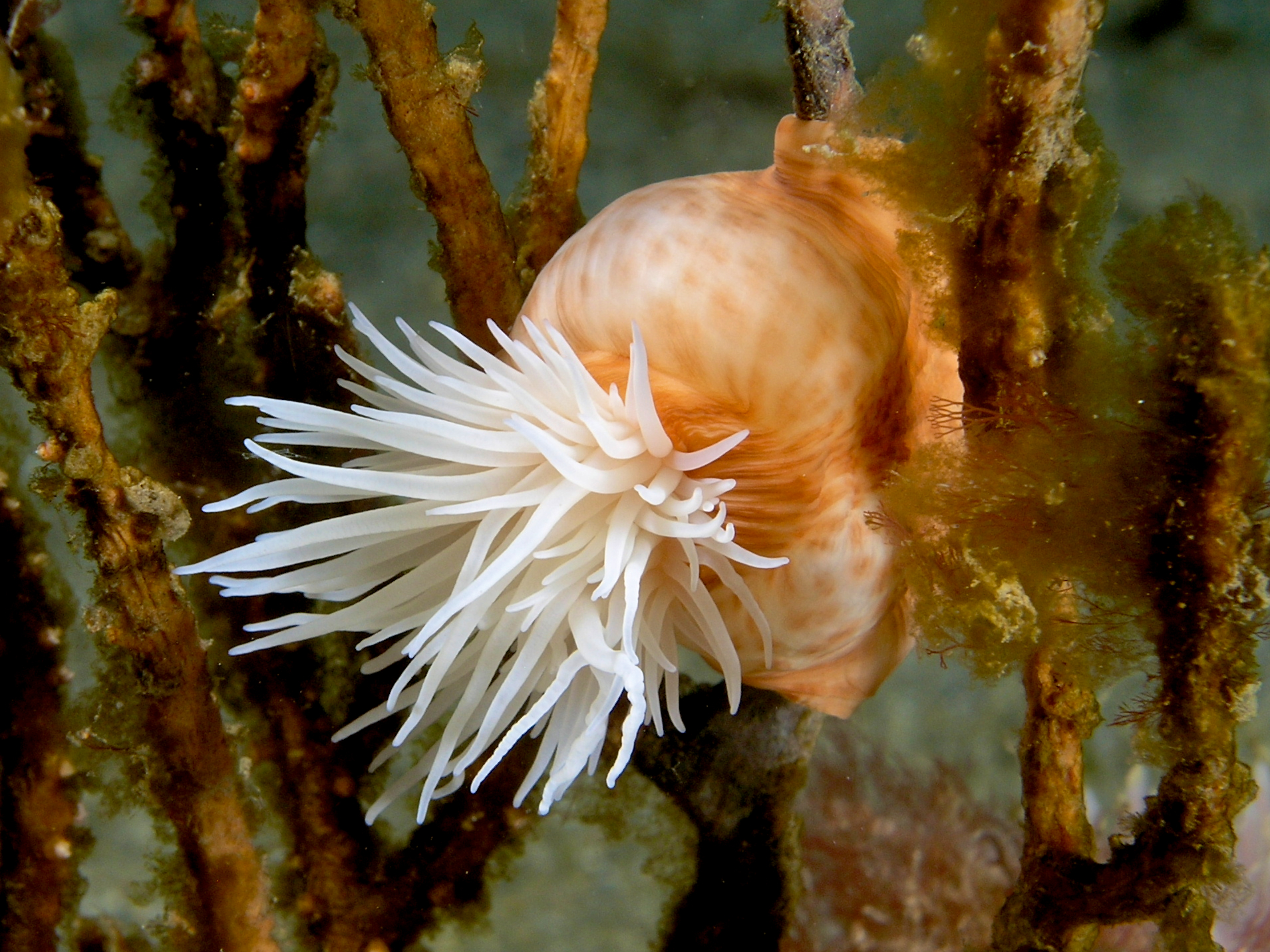
Amphianthus sp., una Hormathiidae
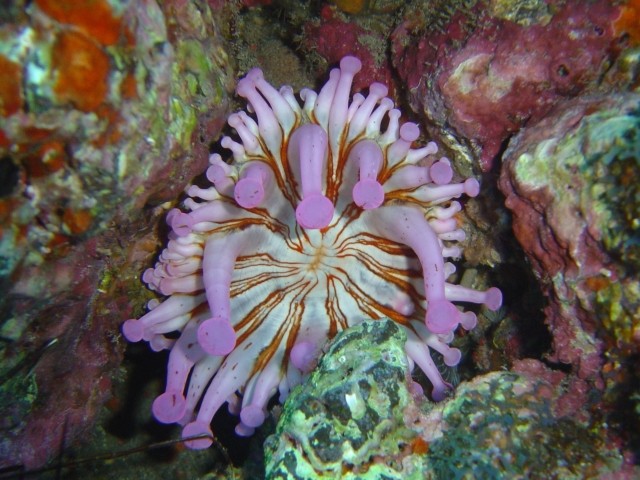
Telmatactis cricoides, una Isophelliidae
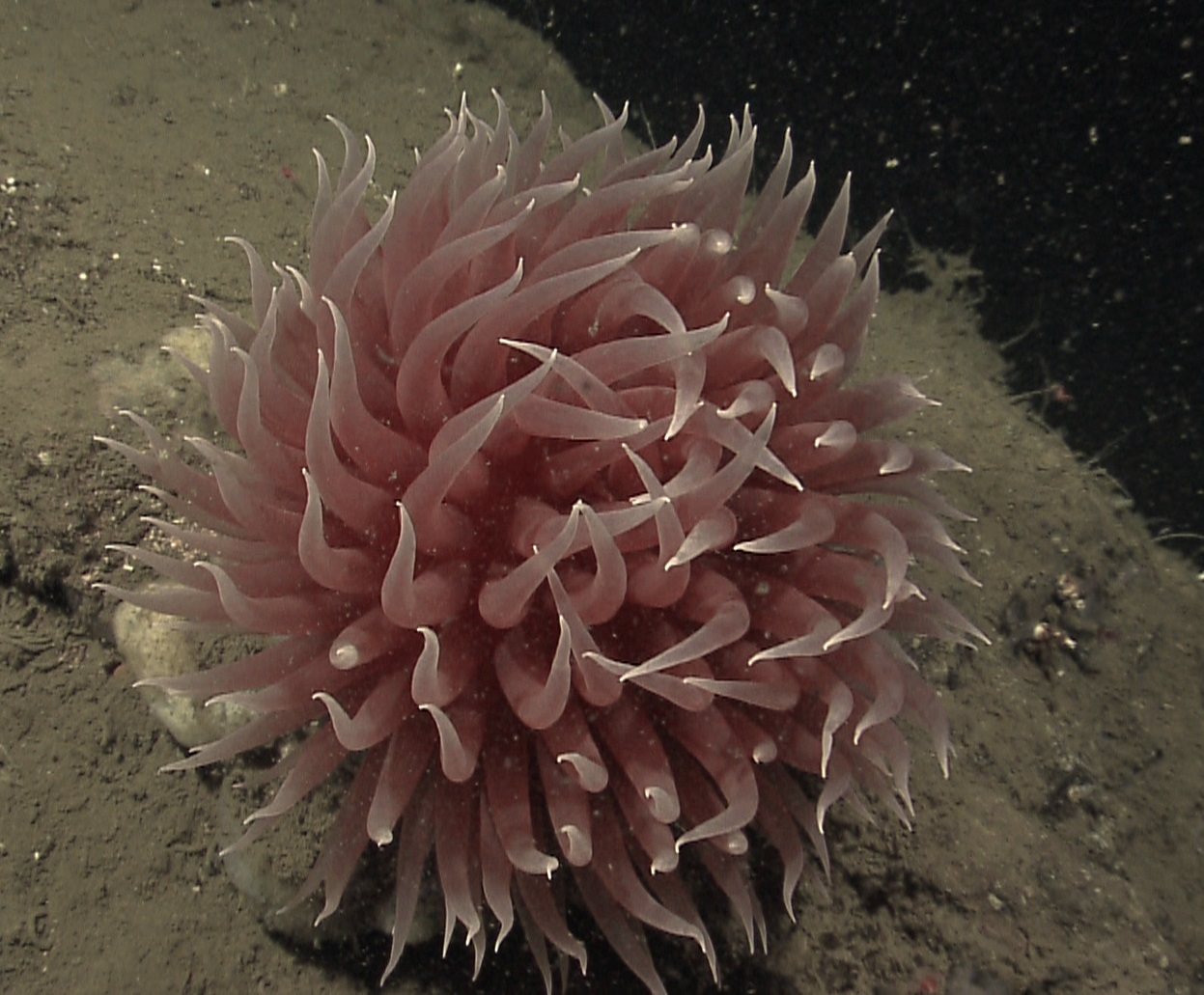
Liponema brevicorne, una Liponematidae
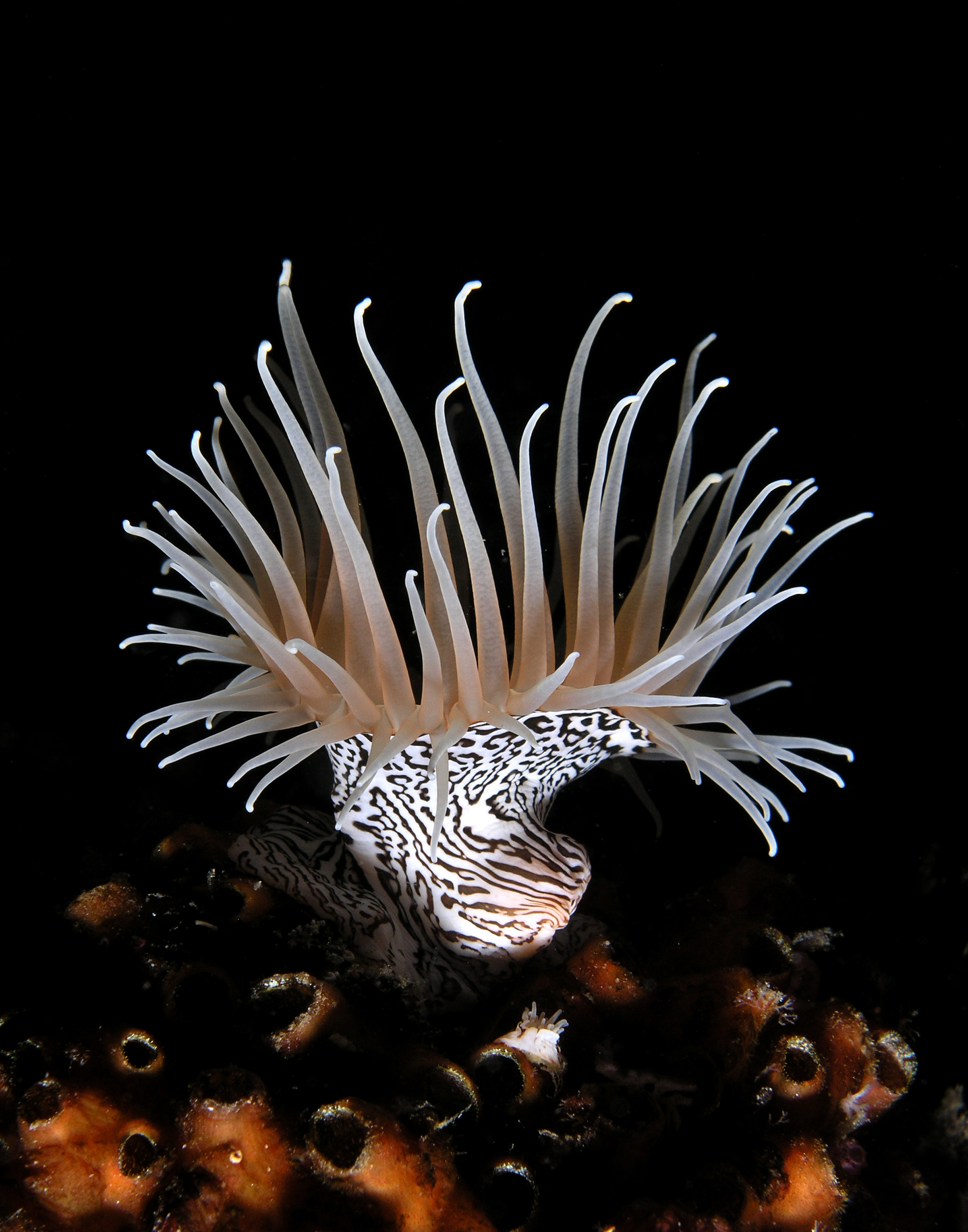
Nemanthus annamensis, una Nemanthidae
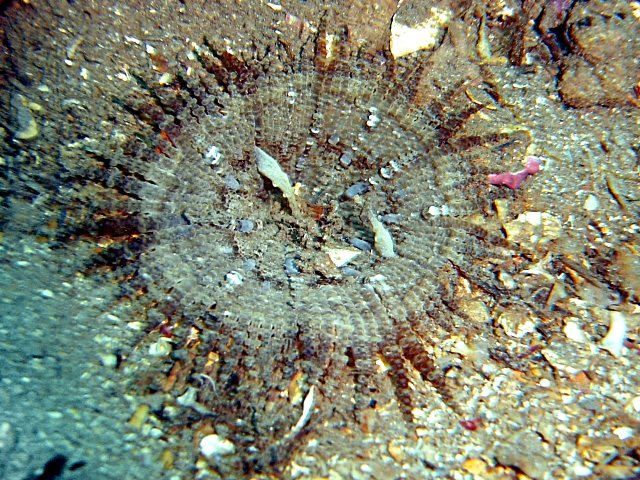
Phymanthus pulcher, una Phymanthidae
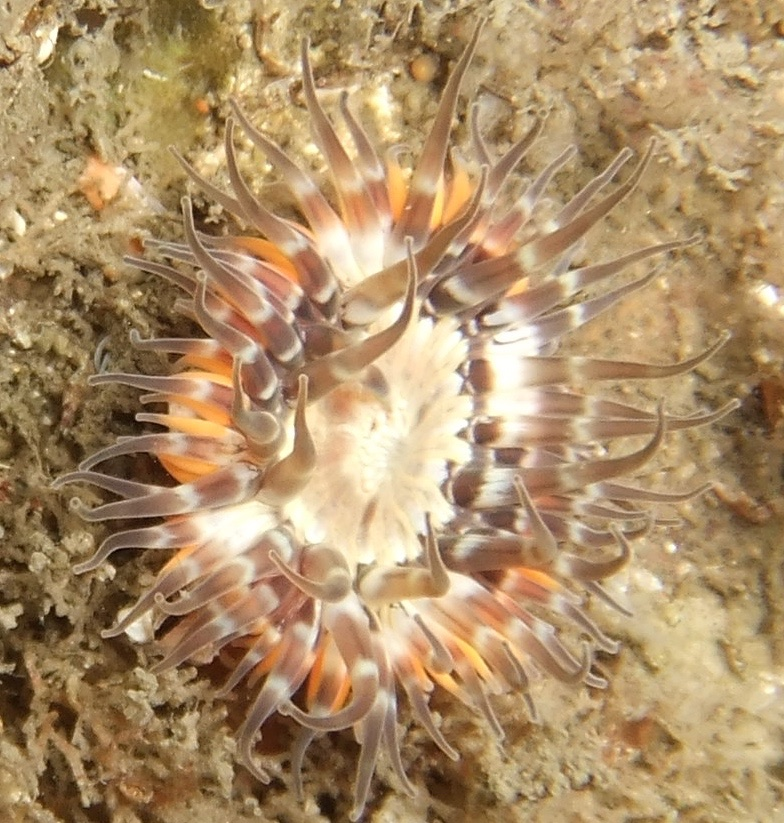
Sagartia elegans, una Sagartiidae
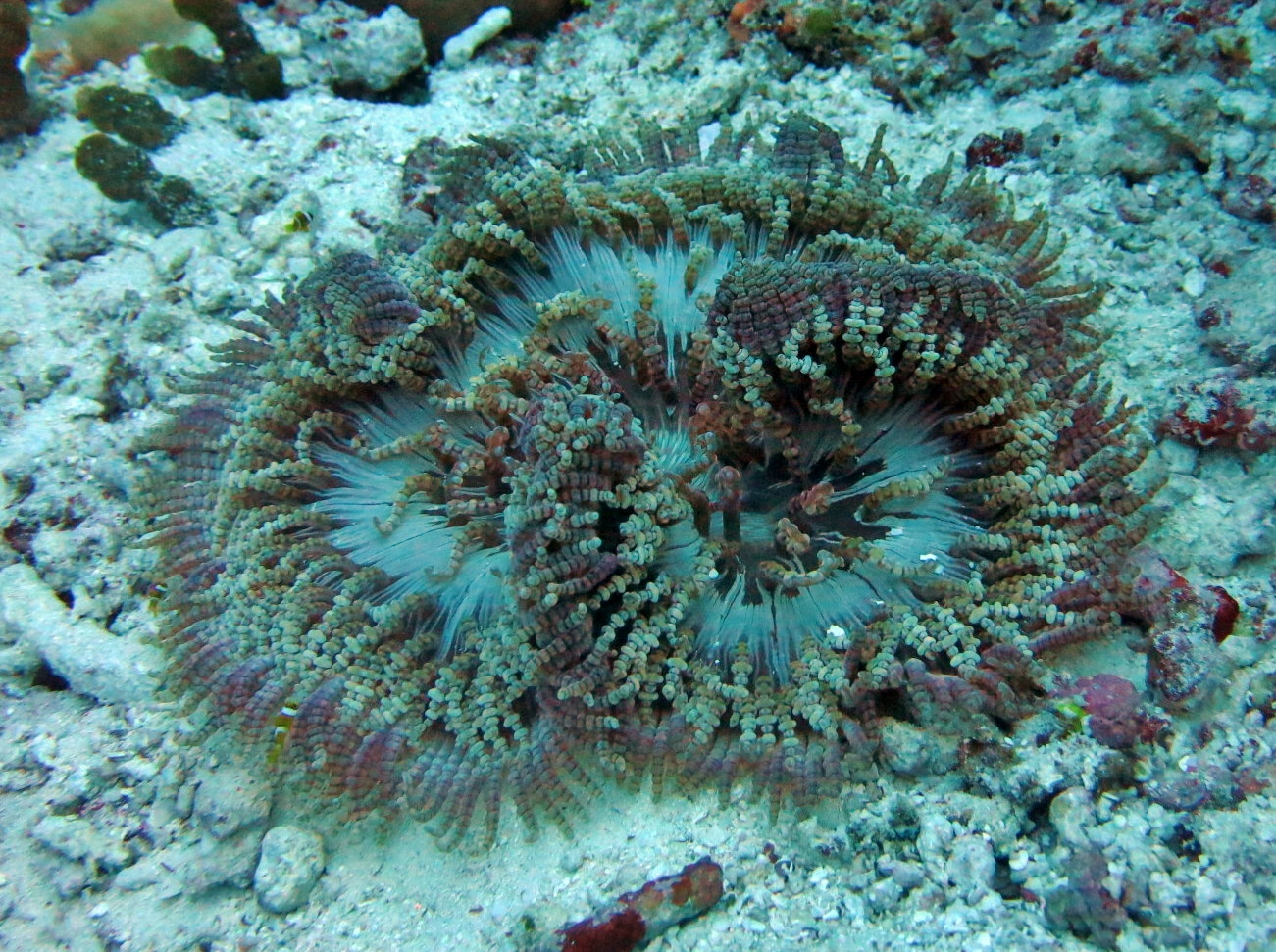
Heteractis aurora, una Stichodactylidae
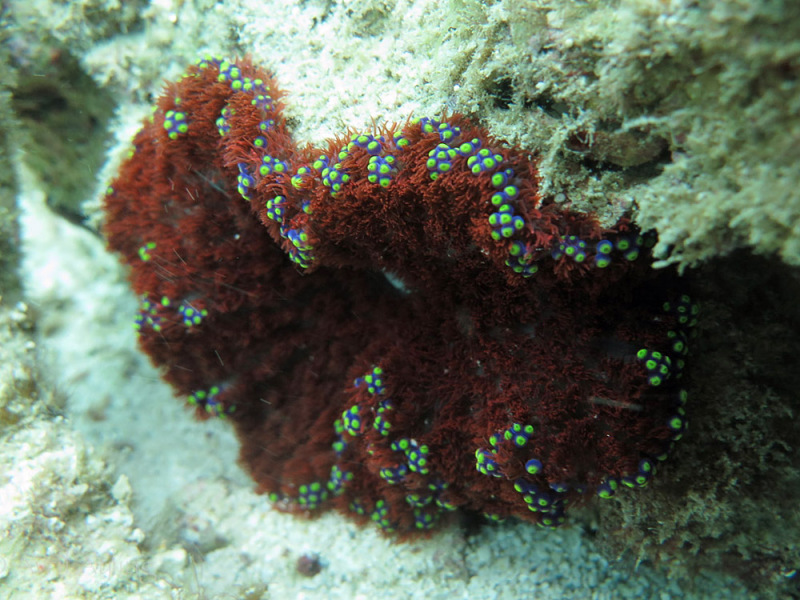
Thalassianthus aster, una Thalassianthidae